# Furacão Georges
O Furacão Georges foi um poderoso e duradouro furacão do tipo Cabo Verde de categoria 4 que em setembro de 1998 causou severa destruição ao atravessar o Caribe e o Golfo do México, atingindo sete landfalls ao longo de seu caminho. Georges foi a sétima tempestade tropical, o quarto furacão e o segundo maior furacão da temporada de furacões no Atlântico de 1998. Tornou-se a tempestade mais destrutiva da temporada, o furacão mais caro no Atlântico desde o furacão Andrew em 1992 e permaneceu o mais caro até o furacão Charley em 2004, e o mais mortal desde o furacão Gordon em 1994. Georges matou 604 pessoas, principalmente na ilha de Hispaniola, e causou grandes danos, resultando em pouco menos de US$ 10 mil milhões ( dólares americanos de 1998) em danos, principalmente em St. Kitts e Nevis, Porto Rico e Hispaniola.
O furacão atingiu a costa em pelo menos seis países ( Antígua e Barbuda, St. Kitts e Nevis, Haiti, República Dominicana, Cuba e Estados Unidos), mais do que qualquer outro furacão desde o furacão Inez na temporada de 1966. Ao longo de seu caminho de destruição, causou inundações extremas e deslizamentos de terra, bem como grandes danos às plantações. Milhares ficaram desabrigados como resultado da tempestade nas Pequenas Antilhas, e os danos totais totalizaram cerca de US$ 880 milhões. Nas Grandes Antilhas, centenas de mortes foram confirmadas, junto com mais de US$ 2,4 mil milhões em danos. Centenas de milhares ficaram desabrigados, junto com quantidades catastróficas de enchentes, chuvas torrenciais e grandes ondas de tempestade. As inundações foram exacerbadas fortemente pelas defesas costeiras que foram quebradas por ondas altas. As plantações foram fortemente danificadas e milhares de casas foram destruídas devido a deslizamentos de terra.
Nas Ilhas Virgens dos Estados Unidos e em Porto Rico, os danos foram extensos, especialmente neste último. Nas ilhas, a agricultura e a pecuária foram afetadas, mas os impactos foram geralmente menores. 55 barcos afundaram. Em Porto Rico, a tempestade foi a primeira a passar pela ilha desde o furacão San Ciprián de 1932. Tempestade aumenta 10 pés de altura foram registados, junto com danos em grande parte do país. As estradas ficaram intransitáveis e as praias sofreram erosão devido às fortes inundações. Algumas áreas ficaram isoladas. Os danos às colheitas foram extremos, especialmente para a bananeira. 96% da população do país ficou sem energia devido ao corte de quase 50% das linhas elétricas da ilha. Quase 73.000 casas foram danificadas, com pouco mais de 28.000 outras sendo destruídas. Por não haver sistemas de água totalmente desenvolvidos, 75% dos serviços de água e esgoto foram perdidos. US $ 3,6 mil milhões foram causados em Porto Rico devido aos impactos de Georges, embora o governador do país estimou que poderia ter sido em torno de US $ 7–8 mil milhões em setembro de 2017.
Nos Estados Unidos, os danos foram generalizados em vários estados. Na Flórida, uma grande tempestade causou inundações. Todas as chaves ficaram sem energia. Em Miami, mais de 200.000 ficaram sem energia devido aos ventos que derrubaram as linhas de energia. 17 tornados foram confirmados em todo o estado. A precipitação de até 38,46 em foi registada, o que causou inundações devastadoras. Milhares de casas foram danificadas em todo o estado. Na Louisiana, os impactos foram menores. As evacuações foram oportunas e resultaram em 0 mortes no estado. 3 morreram indiretamente, no entanto: 2 homens desabaram e morreram devido ao estresse, e uma casa pegou fogo por causa de uma vela sendo derrubada, matando um. No Mississippi, a precipitação de até 25+ polegadas foi registada. Casas foram inundadas e as pessoas foram forçadas a evacuar dias depois que a tempestade passou. Casas móveis foram danificadas e / ou derrubadas. No Alabama, 25 pés de ondas altas foram registadas. Casas, prédios de apartamentos e empresas foram danificados. 20 tornados atingiram o solo, com um deles causando mais de US $ 1,5 milhão. O registo de chuva de chegou a 29 polegadas. Muitas pontes, rodovias e estradas foram fechadas devido a enchentes. A única morte direta nos Estados Unidos foi registada no estado. Na Geórgia, os danos foram menores. A precipitação acumulada em cerca de 7 polegadas fechou várias estradas em vários condados. O nome Georges foi aposentado devido aos danos extremos causados pela tempestade.

## História meteorológica
Uma onda tropical saiu da costa da África em 13 de setembro. Movendo-se para o oeste, o grande sistema desenvolveu rapidamente uma circulação fechada e foi classificado como Depressão Tropical Sete em 15 de setembro. Uma forte crista de nível superior forçou a depressão para oeste-noroeste, onde as temperaturas quentes da água permitiram que se transformasse em uma tempestade tropical em 16 de setembro. A circulação de Georges desenvolveu fortes características de bandas em torno de um nublado central denso bem organizado e, com a ajuda de um anticiclone em desenvolvimento, Georges atingiu o status de furacão no final de 17 de setembro.

Georges perto de Florida Keys

As condições tornaram-se quase ideais para o desenvolvimento contínuo, incluindo temperaturas quentes da água, influxo de baixo nível para o norte do furacão e bom fluxo de saída de nível superior. Um olho estriado se desenvolveu, e Georges atingiu a força de um grande furacão em 19 de setembro, enquanto 675 mi (1085 km ) leste-sudeste de Guadalupe. Em 19 de setembro, um anticiclone de nível superior estava bem estabelecido sobre Georges e as imagens de satélite sugeriam que o furacão estava começando a se fortalecer rapidamente, conforme indicado pelo resfriamento do topo das nuvens, aumento da simetria da convecção profunda e o aquecimento e contração do poço -definido 40 mi (63 km) olho largo conforme a intensificação rápida continuou, e Georges atingiu o pico como uma tempestade de categoria 4 muito perigosa e avançada com 249 km/h (155 mph) vento e uma pressão mínima de 937 no final de 19 de setembro e início de 20 de setembro. Naquela época, Georges era a tempestade mais intensa e forte desde o furacão Hugo e, ao lado do furacão Luis, é um dos maiores furacões do Atlântico sul, com campos de vento com força de furacão estendendo-se por mais de 115 mi (185 km) do norte e com mais de 300 mi (490 km) amplo campo de vento com força de tempestade tropical. Pouco depois de atingir o pico, o cisalhamento do vento de nível superior do desenvolvimento de uma baixa de nível superior enfraqueceu o furacão em 20 de setembro à tarde, já que a pressão central aumentou 26 MB conforme Georges se aproximava das Ilhas Leeward.
Em 21 de setembro, depois de enfraquecer consideravelmente, a Categoria 3 Georges atingiu a costa diretamente em Antigua e três horas depois em St. Kitts, embora seu 175 mi (280 km) de campo de vento com força de tempestade tropical de largura afetou todas as Ilhas Leeward. Depois de enfraquecer para um furacão de categoria 2 sobre o Caribe, o cisalhamento de nível superior diminuiu e Georges fortaleceu-se um pouco antes de atingir a costa perto de Fajardo, Porto Rico, como um 185 km/h (115 mph) Furacão de categoria 3 no início da manhã. Sobre o terreno montanhoso da ilha, o furacão enfraqueceu novamente, mas na passagem de Mona ele novamente se intensificou para atingir o leste da República Dominicana com ventos de 190 km/h (120 mph) em 22 de setembro. Como em Porto Rico, Georges estava muito enfraquecido pelo terreno montanhoso e, após cruzar a Passagem de Barlavento, atingiu 30 mi (48 km) a leste da Baía de Guantánamo, Cuba em 23 de setembro. O fluxo de saída de nível superior bem definido permitiu que o furacão permanecesse bem organizado e, embora paralelas ao litoral norte da ilha, Georges manteve o status de furacão mínimo.
O furacão Georges atingiu o estreito da Flórida em 24 de setembro e, como havia acontecido no início de sua vida, rapidamente foi reforçado para a categoria 2 status no dia 25 de setembro devido às temperaturas quentes da água e pouco cisalhamento de nível superior. Continuou a oeste-noroeste e atingiu Key West mais tarde em 25 de setembro com ventos de 169 km/h (105 mph). Apesar de se mover em águas mais quentes, Georges só conseguiu atingir o pico em 180 km/h (110 mph) no Golfo do México, provavelmente devido ao seu núcleo interno interrompido. Um anticiclone na metade da troposfera empurrou o furacão lentamente para o norte-noroeste, forçando Georges a fazer seu sétimo e último desembarque perto de Biloxi, Mississippi, em 28 de setembro. Em 24 horas, Georges havia enfraquecido para uma depressão tropical e, devido às correntes de direção fracas, a tempestade atingiu o sul do Mississippi, em seguida, derivou para o leste. A fraca circulação mudou-se para o leste sobre o interior do Panhandle da Flórida e se dissipou em 1º de outubro perto da fronteira da Flórida com a Geórgia.

## Preparativos

### Pequenas Antilhas

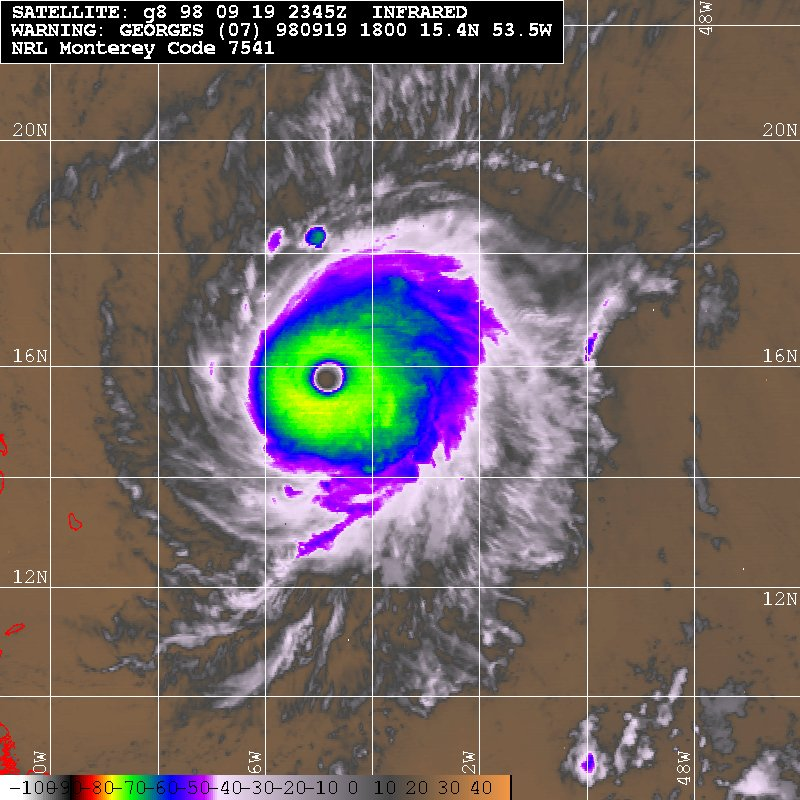
Furacão Georges próximo ao pico de intensidade em 20 de setembro

No final de 18 de setembro, um alerta de furacão foi emitido para Santa Lúcia, Anguilla, Saba e Sint Maarten ; foi estendido para incluir as Ilhas Virgens Britânicas e dos Estados Unidos no dia seguinte. Mais tarde em 19 de setembro, um alerta de furacão foi posto em prática para as ilhas entre Dominica e Anguilla, bem como Saint Martin, mas excluindo Saint Barthélemy. Na manhã seguinte, um alerta de tempestade tropical foi emitido para Santa Lúcia e Martinica. Cerca de seis horas depois, o alerta de furacão emitido em 19 de setembro foi prorrogado em 20 de setembro para incluir as ilhas ao norte e oeste de Dominica até Porto Rico. Simultaneamente, o alerta de tempestade tropical em vigor para Santa Lúcia e Martinica foi interrompido. No final de 21 de setembro, o alerta de furacão foi cancelado para todas as ilhas a leste das Ilhas Virgens, incluindo Antígua, Barbuda, São Bartolomeu, São Martinho. Às 03:00 No dia seguinte, UTC, o alerta de furacão foi estendido para incluir as Ilhas Virgens Britânicas e dos Estados Unidos, embora seis horas depois também tenha sido descontinuado.
Várias centenas de pessoas na ilha de Montserrat foram para doze abrigos contra furacões enquanto Georges passava com ventos de 180 km/h (110 mph). Em 18 de setembro, o Comitê Nacional de Preparação para Desastres da Dominica iniciou reuniões para se preparar para possíveis impactos de Georges. Os residentes começaram a estocar suprimentos nessa época. Nos dois dias seguintes, a ilha foi colocada em estado de alerta máximo, pois o impacto direto de um furacão de categoria 4 foi antecipado. Na manhã seguinte, a maioria das empresas havia fechado as janelas com tábuas e as estradas estavam silenciosas. Autoridades declararam que as escolas seriam fechadas em 21 de setembro e abrigos em toda a ilha foram abertos.

### Grandes Antilhas

Georges, na costa leste de Cuba

Começando às 21:00 UTC em 21 de setembro com alerta de furacão para Porto Rico, o NHC e os governos nacionais nas Grandes Antilhas e nas Bahamas emitiram uma série de alertas e alertas de ciclones tropicais em antecipação ao furacão. À medida que a tempestade avançava pelas ilhas, os avisos foram gradualmente cancelados, até que o Governo de Cuba interrompeu a vigilância de furacões às 03:00. UTC em 26 de setembro.
Nos dias que antecederam a chegada do furacão, milhares de cidadãos nas Ilhas Leeward e em Porto Rico se prepararam para o grande furacão abrindo portas e comprando suprimentos. O governador porto-riquenho Pedro Rosselló ativou a Guarda Nacional da ilha, inaugurada 416 abrigos, e decretou uma proibição temporária de venda de álcool. Mais de 28.000 pessoas em toda a ilha evacuaram suas casas para abrigos na parte norte da ilha. Tanto a Federal Emergency Management Agency (FEMA) quanto a Cruz Vermelha americana enviaram trabalhadores para lá com suprimentos para um evento potencialmente mortal.
Devido às previsões iniciais de um furacão atingindo a parte norte do país, a República Dominicana foi pega desprevenida. Em vez disso, como em Porto Rico, Georges percorreu todo o país e passou perto de Santo Domingo. O vizinho Haiti esperava o pior, abrindo abrigos e evacuando pessoas vulneráveis de áreas costeiras baixas.
Antes de chegar ao continente, mais de 200.000 pessoas foram evacuadas das áreas costeiras no leste de Cuba. Na área potencialmente afetada, o exército revolucionário de Cuba foi enviado a terras agrícolas para colher safras que poderiam ser destruídas durante a tempestade. Membros do governo cubano viajaram de porta em porta para alertar a todos sobre o furacão. Além disso, o presidente Fidel Castro falou ao vivo em rede nacional para explicar os planos do país para enfrentar o furacão, além de garantir um rápido esforço de recuperação com todos os recursos do país.

### Estados Unidos

Georges chegando em Biloxi, Mississippi

As previsões iniciais de um landfall no sudeste da Flórida forçou mais de 1,2 milhões para evacuar, incluindo grande parte das Florida Keys. Apesar da ordem de evacuação obrigatória, 20.000 pessoas, incluindo mais de 7.000 Cidadãos de Key West, se recusaram a sair. Alguns dos que permaneceram para enfrentar a tempestade eram pescadores de camarões, cujos barcos eram todo o seu sustento. As companhias de seguros se recusaram a segurar alguns dos barcos de camarão mais antigos, levando os pescadores a cavalgá-los com tudo o que tinham. Devido à falta de aplicação da lei, aqueles que permaneceram em Key West passaram por sinais vermelhos, estacionaram em fila dupla e desobedeceram às leis de trânsito. Cidadãos de longa data de Florida Keys notaram a solidão da época e gostaram da ilha como ela era, em vez das grandes multidões de turistas.
No norte do Golfo do México, a previsão era que Georges atingisse o status de grande furacão e atingisse o sudeste da Louisiana. Por causa disso, partes do estado foram evacuadas, incluindo Nova Orleans. Lá, o Louisiana Superdome foi, pela primeira vez em sua história, usado como um refúgio de último recurso para aqueles que não puderam evacuar Nova Orleans. Mais de 14.000 os cidadãos resistiram à tempestade nas instalações, causando dificuldades para suprir as necessidades. O prédio não teve problemas relacionados ao clima, embora evacuados saquearam o prédio, roubaram móveis e danificaram propriedades. No entanto, os danos foram muito menores do que no período após o furacão Katrina em 2005. Muitos cidadãos no sul do Mississippi foram instruídos a deixar o local devido a uma evacuação obrigatória ou recomendada. Daqueles na área de evacuação, 60% realmente foram embora. A maioria dos que ficaram permaneceram porque acreditavam que sua casa era segura o suficiente para a tempestade. Dos que saíram, a maioria foi para a casa de algum parente em seu próprio município. Antes de desembarcar, o rastro de Georges era muito incerto. Isso forçou as evacuações obrigatórias dos dois condados costeiros do Alabama , Baldwin e Mobile Counties, com uma população combinada de mais de 500 000. pessoas. Apesar da ordem, apenas 67% da área realmente saiu para um local mais seguro. A maioria dos que ficaram ficaram porque acreditavam que sua casa seria capaz de resistir ao furacão. A maioria dos que saíram foi para a casa de algum parente em uma área mais segura do estado. Nos dias anteriores ao desembarque, apenas 22% da população nas áreas de evacuação recomendadas ao longo do Panhandle da Flórida realmente partiram. No entanto, a maioria deles estava preparada para sair se a situação piorasse. Os que partiram ficaram preocupados com a gravidade da tempestade, enquanto os que ficaram sentiram que sua casa estava segura o suficiente para os efeitos do furacão. Os moradores da Flórida que evacuavam normalmente iam para a casa de um amigo ou parente e só iam para outra área de seu condado.

## Impacto
| País                     | Estado                   | Mortes | Dano         | Ref           |
| ------------------------ | ------------------------ | ------ | ------------ | ------------- |
| Antigua e Barbuda        | Antigua e Barbuda        | 3      |              | [ 12 ]        |
| Guadalupe                | Guadalupe                | 0      |              | [ 13 ]        |
| São Cristóvão e Nevis    | São Cristóvão e Nevis    | 5      |              | [ 14 ]        |
| Ilhas Virgens Britânicas | Ilhas Virgens Britânicas | 0      |              | [ 12 ]        |
| República Dominicana     | República Dominicana     | 380    |              | [ 14 ]        |
| Haiti                    | Haiti                    | 209    |              | [ 15 ]        |
| Bahamas                  | Bahamas                  | 1      | Desconhecido |               |
| Cuba                     | Cuba                     | 6      |              | [ 16 ]        |
| Estados Unidos           | Ilhas Virgens Americanas | 0      |              | [ 17 ] [ 18 ] |
| Estados Unidos           | Porto Rico               | 7      |              | [ 17 ] [ 18 ] |
| Estados Unidos           | Alabama                  | 1      |              | [ 17 ]        |
| Estados Unidos           | Flórida                  | 0      |              | [ 17 ]        |
| Estados Unidos           | Georgia                  | 0      |              | [ 17 ]        |
| Estados Unidos           | Louisiana                | 3      |              | [ 17 ]        |
| Estados Unidos           | Mississippi              | 0      |              | [ 17 ]        |
| Total                    | Total                    | 604    |              |               |

Um grande e de longa duração, o furacão Georges trouxe chuvas torrenciais e deslizamentos de terra ao longo de grande parte de seu caminho através das Grandes Antilhas. Ao todo, o furacão causou pelo menos US $ 9,37 mil milhões em danos e 604 fatalidades. Nos dois meses após o desembarque final de Georges, a Cruz Vermelha americana gastou US $ 104 milhões em ajuda humanitária por meio de Porto Rico, Ilhas Virgens dos Estados Unidos, Flórida, Louisiana, Alabama e Mississippi, tornando Georges a ajuda humanitária mais cara nos 125 anos de história do programa.

## Impacto nas Ilhas Leeward
Ao se mover pelas Ilhas Leeward, Georges trouxe fortes ventos e chuvas fortes, chegando a um máximo de 7,5 polegadas (190 mm) em St. John.

### Antígua
Em Antigua, os fortes ventos causaram graves danos materiais, causados principalmente aos telhados. 10–20% das casas foram fortemente impactadas, incluindo três escolas. Os ventos fortes durante a passagem do furacão derrubaram linhas telefônicas e elétricas, causando perda de comunicação e energia em grande parte da ilha. Uma observação não oficial do vento de Antigua relatou ventos em 94 mph com rajadas de 116 mph. Entre Barbuda e Antígua, Georges matou 3 pessoas, deixou 3 800 desabrigados e custou US $ 160 milhões de danos.

### Guadalupe
O enfraquecimento do furacão poupou a ilha enquanto ela passava por 43 km (27 mi) ao norte, causando danos moderados (casas e telhados, árvores arrancadas, linhas de energia e cortes, erosão da praia) especialmente em Grande-Terre. Em Basse-Terre, danos leves a moderados eram comuns; o pior dano foi para as plantações de banana, 85% a 100% devastadas, com um custo de 100 milhões de francos (22 milhões de dólares ). A precipitação máxima foi de até 6,7 polegadas (170 mm) na área montanhosa.
O escritório do Met em Desirade, a leste de Guadalupe, tinha 75 mph (121 km/h) vento e 89 mph (143 km/h) rajada sustentada. Em Raizet, eles experimentaram 48 mph (77 km/h) vento e uma rajada máxima de cerca de 72 mph (116 km/h). A pressão mínima caiu para 1000–1001 mb (29,54 IHg) por várias horas.
Météo France previsão 24 horas antes do impacto em 65 ventos sustentados por mph com rajadas máximas na faixa de 90-100 mph e uma pressão mínima na faixa de 985–990 mb na estação principal de Raizet, o que significa que o pior foi evitado.

### São Cristóvão e Nevis
Depois de passar por Antigua, Georges produziu ventos fortes de até 185 km/h (115 mph) ao passar por St. Kitts, Georges causou danos catastróficos derrubando linhas de energia, linhas telefônicas e árvores em toda a ilha. A falta de eletricidade também resultou em danos às instalações de água. Os ventos fortes de Georges causaram grandes danos a propriedades, danificando 80–85% das casas na ilha e destruindo 20–25% das casas. Muitas escolas, empresas, hospitais e prédios do governo perderam seus telhados, enquanto o aeroporto sofreu graves danos ao seu terminal principal e torre de controle, limitando os voos durante o dia. A economia de São Cristóvão foi afetada por graves perdas agrícolas, incluindo a devastação de 50% de sua safra de açúcar. Além disso, hotéis e píeres danificados criaram um impacto de longo prazo devido à falta de turismo - uma indústria da qual a ilha depende. Ao todo, o furacão Georges causou 5 fatalidades, deixaram 3 000 sem teto, e resultou em $458 milhões (1998 USD) em danos na ilha.
Na outra parte do país, Nevis se saiu melhor. Como em São Cristóvão, os ventos fortes cortaram as linhas de energia e telefone, danificando o sistema de água ali. 35% das casas da ilha foram danificadas, embora nenhuma tenha sido destruída. A chuva e os destroços mataram várias centenas de animais e danificaram seriamente os coqueiros, no valor de US $ 2,5 milhões (1998 USD) em danos agrícolas. Não houve vítimas relatadas na ilha, e os danos totalizaram $ 39 milhões (1998 USD).
Danos em São Cristóvão totalizaram EC$ 1,2 mil milhões (US$ 458 milhão). O dano total em Nevis foi de $ 39 milhões. O dano total da tempestade foi quase o dobro do Produto Interno Bruto do país de US$ 271 milhões.

### Ilhas Virgens Britânicas
Nenhum dano maior foi relatado em prédios públicos nas Ilhas Virgens Britânicas. Algumas das casas das ilhas tiveram telhados arrancados. O meio ambiente sofreu grandes danos. Houve muitos relatos de solo erodido em áreas onde a construção estava em andamento. Alguns dos solos foram plantados em estradas em fazendas de manguezais e no mar, o que poderia ter potencialmente matado a vida marinha. Os parques nacionais ao redor das ilhas sofreram pequenos danos, exceto o Parque Queen Elizabeth, que tinha muitas árvores caídas. Nenhuma das escolas da área sofreu danos e foi reaberta quatro dias após a morte de Georges. Não houve mortes nas ilhas e um ferimento leve foi relatado. Não houve grandes danos aos edifícios médicos das ilhas. Danos na tubulação foram encontrados em duas áreas, mas não houve danos aos sistemas de esgoto. O dano total nas Ilhas Virgens Britânicas foi avaliado em US $ 9,404 milhão.

## Impacto nas Ilhas Virgens dos EUA e em Porto Rico

### Ilhas Virgens Americanas

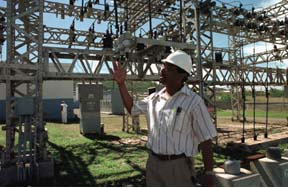
Diretor da Autoridade de Água e Energia das Ilhas Virgens mostrando as melhores estruturas de rede de energia das ilhas

Conforme Georges se movia pelo extremo norte das Pequenas Antilhas, produziu chuvas significativas e ventos fortes sobre as Ilhas Virgens dos Estados Unidos. A precipitação máxima atingiu 172 mm (6.79 in) no aeroporto em St. Croix e 134 mm (5.26 in) no aeroporto de St. Thomas. As rajadas e ventos sustentados mais fortes também foram registados em St. Croix, medindo 74 mph (119 km/h) e 91 mph (146 km/h) respectivamente. Um total de 20 casas foram destruídas e 50 outras sofreram danos. A maioria das perdas foi confinada à agricultura e pecuária. Cinquenta e cinco barcos foram afundados nas ilhas. Várias linhas de energia foram derrubadas em St. Croix por ventos fortes, deixando algumas residências sem energia. No entanto, em comparação com a intensidade de Georges durante sua passagem pelas ilhas, relativamente poucas pessoas, 15% dos clientes da ilha, perderam energia. Isso se deveu à melhoria da rede elétrica instalada em toda a ilha para este tipo de evento. As perdas totais na ilha foram estimadas em US$ 2 milhões (1998 USD).

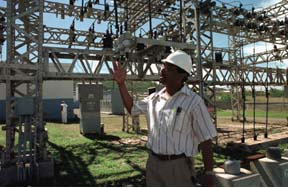
Diretor da Autoridade de Água e Energia das Ilhas Virgens mostrando as melhores estruturas de rede de energia das ilhas

Em outras ilhas próximas, o impacto de Georges foi relativamente pequeno a moderado. Quedas de energia, inundações e danos estruturais menores a moderados eram comuns.

### Porto Rico

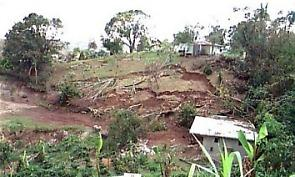
Danos causados por deslizamentos de terra

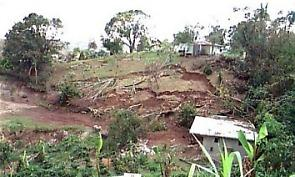
Danos causados por deslizamentos de terra

Georges foi o primeiro furacão a cruzar toda a ilha de Porto Rico desde o furacão San Ciprian em 1932. O furacão trouxe um pico de tempestade estimado em 10 pés (3 m) de altura em Fajardo, junto com marés de até 20 ft (6 m) acima do normal. O furacão gerou dois tornados F2 na ilha, embora tenham causado poucos danos. Georges caiu uma precipitação imensa nas regiões montanhosas, com pico de 30,51 emnbsp;in (775 mm) em Jayuya com muitos outros locais relatando pelo menos 1 ft (300 mm) de precipitação. Ventos com força de furacão foram observados em toda a ilha. Ventos e rajadas sustentadas atingiram 87 mph (140 km/h) e 107 mph (172 km/h), respectivamente, na Estação Naval Roosevelt Roads em Ceiba. Extraoficialmente, uma velocidade de vento sustentada de 102 mph (164 km/h) e uma rajada de 164 mph (264 km/h) foram observados em Isabela.
A inundação da montanha foi drenada nos rios da ilha, fazendo com que todos os rios transbordassem. Perto da costa, o excesso de água abriu novos canais com a taxa de descarga recorde. Os fortes ventos da tempestade causaram erosão na praia em muitos lugares ao longo da costa. Praias erodidas, inundações e escombros deixaram muitas estradas intransitáveis ou destruídas, isolando algumas áreas na porção oeste da ilha. O dilúvio de chuvas de Georges causou danos significativos à indústria agrícola, incluindo a perda de 75% de sua safra de café, 95% de sua safra de banana ou banana e 65% de suas aves vivas.

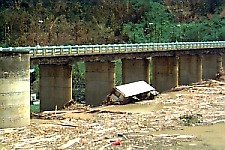
Danos em Porto Rico

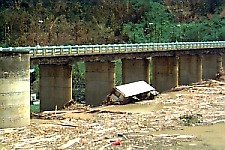
Danos em Porto Rico

Sua grande circulação trouxe ventos violentos para toda a ilha, danificando 72.605 casas e destruindo 28.005 outros. Isso deixou dezenas de milhares de desabrigados após a passagem da tempestade. Mais de 22.000 pessoas foram abrigadas em 139 abrigos em cidades por toda a ilha. Todos os abrigos sofreram quedas de energia e, depois que a tempestade passou, a falta de água e de esgoto se tornou um problema sério. Os ventos fortes derrubaram quase metade das linhas elétricas e telefônicas da ilha, deixando 96% da população sem energia e 8,4% dos clientes de telefonia sem serviço. A falta de eletricidade danificou gravemente o sistema de água, resultando na perda do serviço de água e esgoto em 75% da ilha. Na pequena ilha vizinha de Culebra, Georges destruiu 74 casas e 89 danificados outros, embora estimativas de danos não estejam disponíveis lá.
Ao todo, Georges arrecadou $ 3,6 mil milhões em danos e não houve vítimas diretas devido a avisos bem executados. No entanto, Georges indiretamente causou oito mortes em Porto Rico. Duas mortes ocorreram devido ao envenenamento por monóxido de carbono devido ao funcionamento de um gerador movido a gasolina em ambientes fechados, enquanto outras duas pessoas foram hospitalizadas com o mesmo problema. Quatro outras fatalidades ocorreram depois que uma vela acesa iniciou um incêndio em uma casa. Além disso, houve uma morte por traumatismo craniano e eletrocussão após o furacão.
Em 24 de setembro de 2017, dezenove anos após a tempestade, o governador de Porto Rico, Pedro Rosselló, estimou que o dano foi provavelmente entre US $ 7 e US $ 8 mil milhão. Foram feitos reparos nos telhados, nas lavouras (banana, aves, café e cana-de-açúcar) e no sistema de transporte. Os estragos causados pelo furacão tiveram um sério impacto na economia, uma vez que muitas das principais fontes de produção foram destruídas e muitos dos habitantes da ilha foram obrigados a abandonar as suas casas. O estilo de vida de muitos porto-riquenhos também foi forçado a mudar, já que muitas de suas fazendas ficaram danificadas e irrepreensíveis. Os fundos de recuperação foram usados não apenas para a restauração, mas também para a equipa de ajuda na ilha. A FEMA trouxe coberturas temporárias para aqueles cujos telhados foram destruídos. O Exército dos EUA também trouxe cerca de um milhão de blocos de gelo e um milhão de galões de água, a fim de compensar os efeitos da perda de 95% da potência em toda a ilha. Em 2019, os danos de Georges ainda estavam sendo reparados, pois não havia dinheiro suficiente para reparar todos os danos causados pelo furacão. Além disso, é necessário mais dinheiro para cultivar novamente as plantações destruídas pela tempestade.

## Impacto nas Grandes Antilhas

### Hispaniola
Embora não haja valores registados, as estimativas de precipitação derivadas de satélite mostram até 39 polegadas (990 mm) de chuva caindo no terreno montanhoso dos países. Esta forte chuva resultou em deslizamentos de terra e inundações, matando um total de 589 pessoas em toda a ilha e deixando mais de 350 000 desabrigados.

#### República Dominicana

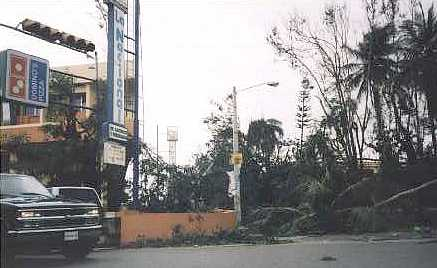
Árvores derrubadas bloquearam centenas de ruas em Santo Domingo

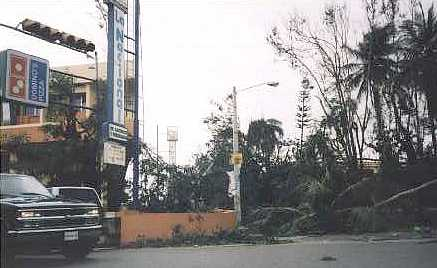
Árvores derrubadas bloquearam centenas de ruas em Santo Domingo

Na República Dominicana, Georges trouxe ventos fortes e chuvas muito fortes, juntamente com uma chuva de 7 pés (2 m) onda de tempestade. Quase 10 horas de chuvas contínuas resultaram em deslizamentos e transbordamento de rios em todo o país montanhoso, danificando muitas cidades ao longo da costa sul, incluindo a capital. 120 mph (193 km/h) derrubam e arrancam árvores em grande parte do país, enchendo as ruas de entulho e lama. Milhares de casas foram destruídas, enquanto muitas foram completamente destruídas pelas enchentes e ventos. O país inteiro ficou sem eletricidade após a tempestade, danificando a água e os sistemas de comunicação. Fortes ventos e inundações causaram grandes danos ao aeroporto de Santo Domingo, restringindo o uso a voos militares  e não comerciais.
O mais impactado pelo furacão Georges foi a indústria agrícola. As áreas mais atingidas pelo furacão coincidiram com as principais áreas de cultivo do país, incluindo as províncias ao redor de Santo Domingo. Depois de uma seca severa em 1997, chuvas extremas danificaram cerca de 470,000 acres (190,202 ha) de safras de alimentos, incluindo vários tipos de vegetais, frutas e raízes - alguns dos principais alimentos dietéticos do país. Quantidades substanciais de plantações de tabaco e açúcar, a safra de exportação mais importante do país, foram severamente danificadas. As enchentes extremas causaram grandes prejuízos à avicultura, importante economia da região. A República Dominicana teve que importar quantidades significativas de arroz e outras safras para compensar as perdas.
Os relatórios do número de mortos foram lentos após a tempestade, mas um total de 380 pessoas morreram por causa do furacão Georges. Os danos na República Dominicana totalizaram US$ 1,2 mil milhões (1998 USD).

#### Haiti
Ao chegar ao Haiti, Georges era um furacão enfraquecido, mas ainda trouxe fortes chuvas em todo o país. A capital, Porto Príncipe, não sofreu danos, com exceção de inundações em áreas costeiras baixas, danificando o principal porto comercial. O resto do país, no entanto, experimentou um número significativo de deslizamentos de terra devido ao desmatamento ao longo das montanhas. Esses deslizamentos de terra destruíram ou danificaram gravemente muitas casas, deixando 167.332 sem casa. Os danos foram maiores ao longo da costa norte de Cap-Haïtien a Gonaïves devido às inundações e deslizamentos de terra. Na costa sul, o chefe de uma equipe médica sediada nos Estados Unidos, presa por vários dias por causa das enchentes na remota cidade de Belle Anse, previu um aumento na desnutrição, doenças, falta de moradia e pobreza. A falta de eletricidade levou a uma interrupção total do sistema de abastecimento de água do Haiti, causando uma redução nas condições sanitárias no país mais pobre do Hemisfério Ocidental. Ao todo, 209 pessoas morreram no Haiti.
Como na República Dominicana, o setor agrícola sofreu danos extremos. Depois de uma forte seca em 1997, as fortes enchentes de Georges impediram qualquer chance de recuperação rápida. A maior parte das terras agrícolas significativas do país, incluindo o Vale Artibonite, sofreu perdas totais. Até 80% das plantações de banana foram perdidas, enquanto vegetais, raízes, tubérculos e outras culturas alimentares foram arruinadas. Além disso, milhares de pequenos animais de fazenda foram mortos ou perdidos. As perdas agrícolas totais somaram $ 179 milhões (1998 USD, $ 250 milhão 2009 USD). O país solicitou assistência alimentar após o furacão para aliviar as graves perdas.

### Cuba
Ao atingir a costa, o furacão Georges produziu chuvas torrenciais, chegando a um máximo de 24,41 polegadas (620 mm) em Limonar, na província de Guantánamo. Vários outros locais relataram mais de 30 centímetros (300 mm) de precipitação também. Onda de tempestade de 4 - 6 pés (1 - 2 m) era esperado ao longo da costa leste, junto com ondas perigosas no topo da onda. Embora os ventos tenham sido reduzidos quando Georges atingiu Cuba, ainda mantinha ventos de 75 mph (121 km/h), junto com rajadas mais fortes em rajadas.
As fortes chuvas do furacão resultaram em deslizamentos de terra ao longo do terreno montanhoso. Isso, combinado com ventos fortes, danificou 60.475 casas, das quais 3.481 foram totalmente destruídas. No país, 100.000 ficaram desabrigados devido ao Furacão Georges. Os ventos fortes derrubaram linhas de energia, árvores e postes de telefone, deixando muitos no leste de Cuba sem eletricidade após a tempestade. Ao longo da costa, severas inundações destruíram pontes de ferrovias e rodovias. Embora o leste de Cuba tenha sido a área mais afetada, as partes central e oeste da ilha, incluindo Havana, sofreram chuvas torrenciais e fortes rajadas de vento. Lá, ondas fortes quebraram sobre o paredão e causaram fortes danos por enchentes em alguns dos prédios antigos da cidade.
Como em Porto Rico e Hispaniola, a severa seca durante o El Niño de 1997 exacerbou a interrupção das safras da enchente no leste de Cuba. As fortes chuvas de Georges prejudicaram muito as plantações, apesar do esforço para colhê-las antes de sua chegada. Até 70% da safra de banana-da-terra, principal alimento da dieta do país, foi destruída. A safra de cana-de-açúcar também se saiu mal, limitando uma das principais safras de exportação do país. As plantações de café e cacau também sofreram com o furacão, prejudicando ainda mais o abastecimento de alimentos do país.
Evacuações e avisos bem executados limitaram o número de mortos a seis, enquanto os danos totalizaram $ 305 milhões (1998 USD, $ 500 milhão 2009 USD).

### Bahamas
Embora a previsão de que Georges se movesse pelas Bahamas, ela passou para o sul do arquipélago. Trouxe 110 km/h (70 mph) ventos para as Ilhas Turks e Caicos e South Andros, bem como precipitação nas bandas externas da tempestade. Embora os danos tenham sido mínimos, uma pessoa morreu no país.

### São Cristóvão e Nevis
Danos em São Cristóvão totalizaram EC$ 1,2 mil milhões (US$ 458 milhão). O dano total em Nevis foi de $ 39 milhão. O dano total da tempestade foi quase o dobro do Produto Interno Bruto do país de US$ 271 milhão.

## Impacto nas Ilhas Virgens dos EUA e em Porto Rico

### Ilhas Virgens Americanas
Em outras ilhas próximas, o impacto de Georges foi relativamente pequeno a moderado. Quedas de energia, inundações e danos estruturais menores a moderados eram comuns.

### Porto Rico
Georges foi o primeiro furacão a cruzar toda a ilha de Porto Rico desde o furacão San Ciprian em 1932. O furacão trouxe um pico de tempestade estimado em 10 pés (3 m) de altura em Fajardo, junto com marés de até 20 ft (6 m) acima do normal. O furacão gerou dois tornados F2 na ilha, embora tenham causado poucos danos. Georges caiu uma precipitação imensa nas regiões montanhosas, com pico de 30,51 emnbsp;in (775 mm) em Jayuya com muitos outros locais relatando pelo menos 1 ft (300 mm) de precipitação. Ventos com força de furacão foram observados em toda a ilha. Ventos e rajadas sustentadas atingiram 87 mph (140 km/h) e 107 mph (172 km/h), respectivamente, na Estação Naval Roosevelt Roads em Ceiba. Extraoficialmente, uma velocidade de vento sustentada de 102 mph (164 km/h) e uma rajada de 164 mph (264 km/h) foram observados em Isabela.
A inundação da montanha foi drenada nos rios da ilha, fazendo com que todos os rios transbordassem. Perto da costa, o excesso de água abriu novos canais com a taxa de descarga recorde. Os fortes ventos da tempestade causaram erosão na praia em muitos lugares ao longo da costa. Praias erodidas, inundações e escombros deixaram muitas estradas intransitáveis ou destruídas, isolando algumas áreas na porção oeste da ilha. O dilúvio de chuvas de Georges causou danos significativos à indústria agrícola, incluindo a perda de 75% de sua safra de café, 95% de sua safra de banana ou banana e 65% de suas aves vivas.
Sua grande circulação trouxe ventos violentos para toda a ilha, danificando 72.605 casas e destruindo 28.005 outros. Isso deixou dezenas de milhares de desabrigados após a passagem da tempestade. Mais de 22.000 pessoas foram abrigadas em 139 abrigos em cidades por toda a ilha. Todos os abrigos sofreram quedas de energia e, depois que a tempestade passou, a falta de água e de esgoto se tornou um problema sério. Os ventos fortes derrubaram quase metade das linhas elétricas e telefônicas da ilha, deixando 96% da população sem energia e 8,4% dos clientes de telefonia sem serviço. A falta de eletricidade danificou gravemente o sistema de água, resultando na perda do serviço de água e esgoto em 75% da ilha. Na pequena ilha vizinha de Culebra, Georges destruiu 74 casas e 89 danificados outros, embora estimativas de danos não estejam disponíveis lá.
Ao todo, Georges arrecadou $ 3,6 mil milhões em danos e não houve vítimas diretas devido a avisos bem executados. No entanto, Georges indiretamente causou oito mortes em Porto Rico. Duas mortes ocorreram devido ao envenenamento por monóxido de carbono devido ao funcionamento de um gerador movido a gasolina em ambientes fechados, enquanto outras duas pessoas foram hospitalizadas com o mesmo problema. Quatro outras fatalidades ocorreram depois que uma vela acesa iniciou um incêndio em uma casa. Além disso, houve uma morte por traumatismo craniano e eletrocussão após o furacão.
Em 24 de setembro de 2017, dezenove anos após a tempestade, o governador de Porto Rico, Pedro Rosselló, estimou que o dano foi provavelmente entre US $ 7 e US $ 8 mil milhão. Foram feitos reparos nos telhados, nas lavouras (banana, aves, café e cana-de-açúcar) e no sistema de transporte. Os estragos causados pelo furacão tiveram um sério impacto na economia, uma vez que muitas das principais fontes de produção foram destruídas e muitos dos habitantes da ilha foram obrigados a abandonar as suas casas. O estilo de vida de muitos porto-riquenhos também foi forçado a mudar, já que muitas de suas fazendas ficaram danificadas e irrepreensíveis. Os fundos de recuperação foram usados não apenas para a restauração, mas também para a equipe de ajuda na ilha. A FEMA trouxe coberturas temporárias para aqueles cujos telhados foram destruídos. O Exército dos EUA também trouxe cerca de um milhão de blocos de gelo e um milhão de galões de água, a fim de compensar os efeitos da perda de 95% da potência em toda a ilha. Em 2019, os danos de Georges ainda estavam sendo reparados, pois não havia dinheiro suficiente para reparar todos os danos causados pelo furacão. Além disso, é necessário mais dinheiro para cultivar novamente as plantações destruídas pela tempestade.

## Impacto nas Grandes Antilhas

### Hispaniola
Embora não haja valores registados, as estimativas de precipitação derivadas de satélite mostram até 39 polegadas (990 mm) de chuva caindo no terreno montanhoso dos países. Esta forte chuva resultou em deslizamentos de terra e inundações, matando um total de 589 pessoas em toda a ilha e deixando mais de 350.000 desabrigados.

#### República Dominicana
Na República Dominicana, Georges trouxe ventos fortes e chuvas muito fortes, juntamente com uma chuva de 7 pés (2 m) onda de tempestade. Quase 10 horas de chuvas contínuas resultaram em deslizamentos e transbordamento de rios em todo o país montanhoso, danificando muitas cidades ao longo da costa sul, incluindo a capital. 120 mph (193 km/h) derrubam e arrancam árvores em grande parte do país, enchendo as ruas de entulho e lama. Milhares de casas foram destruídas, enquanto muitas foram completamente destruídas pelas enchentes e ventos. O país inteiro ficou sem eletricidade após a tempestade, danificando a água e os sistemas de comunicação. Fortes ventos e inundações causaram grandes danos ao aeroporto de Santo Domingo, restringindo o uso a voos militares  e não comerciais.
O mais impactado pelo furacão Georges foi a indústria agrícola. As áreas mais atingidas pelo furacão coincidiram com as principais áreas de cultivo do país, incluindo as províncias ao redor de Santo Domingo. Depois de uma seca severa em 1997, chuvas extremas danificaram cerca de 470,000 acres (190,202 ha) de safras de alimentos, incluindo vários tipos de vegetais, frutas e raízes - alguns dos principais alimentos dietéticos do país. Quantidades substanciais de plantações de tabaco e açúcar, a safra de exportação mais importante do país, foram severamente danificadas. As enchentes extremas causaram grandes prejuízos à avicultura, importante economia da região. A República Dominicana teve que importar quantidades significativas de arroz e outras safras para compensar as perdas.
Os relatórios do número de mortos foram lentos após a tempestade, mas um total de 380 pessoas morreram por causa do furacão Georges. Os danos na República Dominicana totalizaram US$ 1,2 mil milhões (1998 USD).

### Cuba
Ao atingir a costa, o furacão Georges produziu chuvas torrenciais, chegando a um máximo de 24,41 polegadas (620 mm) em Limonar, na província de Guantánamo. Vários outros locais relataram mais de 30 centímetros (300 mm) de precipitação também. Onda de tempestade de 4 - 6 pés (1 - 2 m) era esperado ao longo da costa leste, junto com ondas perigosas no topo da onda. Embora os ventos tenham sido reduzidos quando Georges atingiu Cuba, ainda mantinha ventos de 75 mph (121 km/h), junto com rajadas mais fortes em rajadas.
As fortes chuvas do furacão resultaram em deslizamentos de terra ao longo do terreno montanhoso. Isso, combinado com ventos fortes, danificou 60.475 casas, das quais 3.481 foram totalmente destruídas. No país, 100 000 ficaram desabrigados devido ao Furacão Georges. Os ventos fortes derrubaram linhas de energia, árvores e postes de telefone, deixando muitos no leste de Cuba sem eletricidade após a tempestade. Ao longo da costa, severas inundações destruíram pontes de ferrovias e rodovias. Embora o leste de Cuba tenha sido a área mais afetada, as partes central e oeste da ilha, incluindo Havana, sofreram chuvas torrenciais e fortes rajadas de vento. Lá, ondas fortes quebraram sobre o paredão e causaram fortes danos por enchentes em alguns dos prédios antigos da cidade.

### Bahamas
Embora a previsão de que Georges se movesse pelas Bahamas, ela passou para o sul do arquipélag. Trouxe 110 km/h (70 mph) ventos para as Ilhas Turks e Caicos e South Andros, bem como precipitação nas bandas externas da tempestade. Embora os danos tenham sido mínimos, uma pessoa morreu no país.

## Impacto nos Estados Unidos
Em todas as áreas do continente dos Estados Unidos, Georges deixou cerca de US $ 2,5 mil milhões em danos. O furacão foi classificado como o quinto furacão mais caro do país na época de sua ocorrência. Devido aos extensos preparativos, apenas uma morte direta foi atribuída à tempestade. Um surto de tornado produziu 47 tornados - 20 no Alabama, 17 na Flórida e 10 na Geórgia, deixando 36 lesões e cerca de US $ 9 milhões em danos.

### Flórida

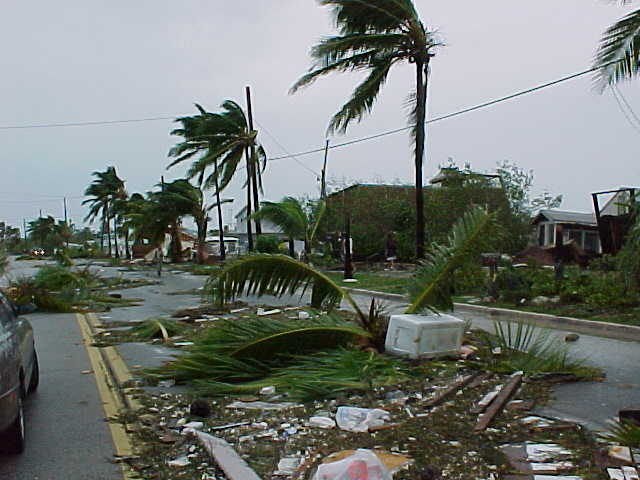
Árvores derrubadas em Key West ao longo da antiga linha de casas flutuantes na South Roosevelt Blvd

Em Florida Keys, Georges trouxe uma tempestade de até 3.7 m (12 ft) em Tavernier. As ilhas, algumas apenas 7 ft (2 m) alto e 300 jardas (275 m) de largura, facilmente inundável. Marés chegando a cerca de 10 ft (3 m) acima do normal inundou muitas partes da Rodovia Ultramarina. Ventos fortes derrubaram palmeiras e linhas de energia, deixando todas as Chaves sem energia. As ondas de Georges derrubaram dois barcos em Key West, danificou 1.536 casas, e destruiu 173 casas, muitas das quais eram casas móveis. A precipitação atingiu um máximo de 8,41 pol (210 mm) em Tavernier, enquanto outros locais relataram valores menores. Danos em Florida Keys totalizaram US$ 200 milhão. Ventos fortes derrubaram linhas de energia, deixando 200.000 sem energia na área de Miami.
Georges produziu uma onda de tempestade de até 10 ft (3 m) no Panhandle da Flórida. Algumas estradas foram completamente destruídas em Pensacola Beach e Navarre Beach. A tempestade e as ondas achataram cerca de 1,125 ft (343 m) de dunas. Entre Panama City Beach e Perdido Key, a maioria das escadas e passarelas de acesso à praia sofreu danos. À medida que a tempestade se movia lentamente através da costa norte do Golfo, ela produziu chuvas torrenciais que atingiram um máximo de 38,46 pol (976,88 mm) em Munson, causando extensas inundações no interior. Vários rios e riachos no oeste da Flórida Panhandle atingiram níveis recordes ou quase recordes, incluindo o Rio Blackwater em Baker, o Rio Amarelo em Milligan e o Rio Shoal em Crestview. Centenas de casas ao longo desses rios foram inundadas, com pelo menos 200 casas danificadas no condado de Santa Rosa e pelo menos 639 casas danificadas e 7 outros destruídos no condado de Escambia. A tempestade deixou cerca de US$ 100 milhões em danos no Panhandle da Flórida.
Em todo o estado, a tempestade gerou 17 tornados - o maior surto no estado desde o furacão Agnes em 1972. O tornado mais forte, classificado como F2 na escala Fujita, pousou no condado de Suwannee perto de Live Oak, destruindo 1 casa móvel, 7 casas, e 12 carros, enquanto 5 outras estruturas sofreram danos. Vários residentes foram expulsos de suas casas. Cinco pessoas ficaram feridas e os danos do tornado ultrapassaram US$ 1 milhão. No geral, os danos na Flórida totalizaram pelo menos US$ 340 milhões.

### Louisiana
Ao desembarcar no Mississippi, Georges trouxe uma tempestade de pico de 27 m (89 ft) perto de Pointe a la Hache, junto com ondas mais altas em cima dela, embora o instrumento tenha falhado logo após a observação. A onda de tempestade causou extensa erosão da praia, com cerca de 1.200 ft (370 m) de areia foi perdida, incluindo 6 ft (1.8 m) dunas de areia, deixando passarelas antigamente situadas no topo das dunas suspensas próximas à superfície da água. A onda de tempestade também inundou as Ilhas Chandeleur, a primeira linha de proteção para as costas da Louisiana e Mississippi. A longa cadeia de ilhas foi reduzida a alguns bancos de areia no Golfo do México. Grand Gosier, lar de um bando de pelicanos marrons, passou por fortes inundações, destruindo seus habitats. Localizada no lado mais fraco da tempestade, os totais de precipitação em Louisiana foram baixos, com um valor máximo de 76 mm (2.98 in) em Bogalusa.
Os ventos sustentados no estado chegaram a 48 mph (77 km/h) e rajadas atingiram o pico de 68 mph (109 km/h). Ventos fortes derrubaram linhas de energia, deixando 160 000 sem eletricidade em todo o estado. Pelo menos 50 casas localizadas fora do sistema de dique foram inundadas pela tempestade, enquanto 85 os acampamentos de pesca nas margens do Lago Pontchartrain foram destruídos. No geral, o impacto do furacão foi bastante pequeno, com danos estimados em aproximadamente US$ 30,1 milhões, mas nenhuma morte direta devido a evacuações bem executadas. No entanto, houve três mortes indiretas no estado. Dois homens desmaiaram e morreram devido a condições médicas agravadas pelo estresse da evacuação; a outra morte ocorreu como resultado de um incêndio em uma casa provocado por uma vela de emergência que foi derrubada.

### Mississippi

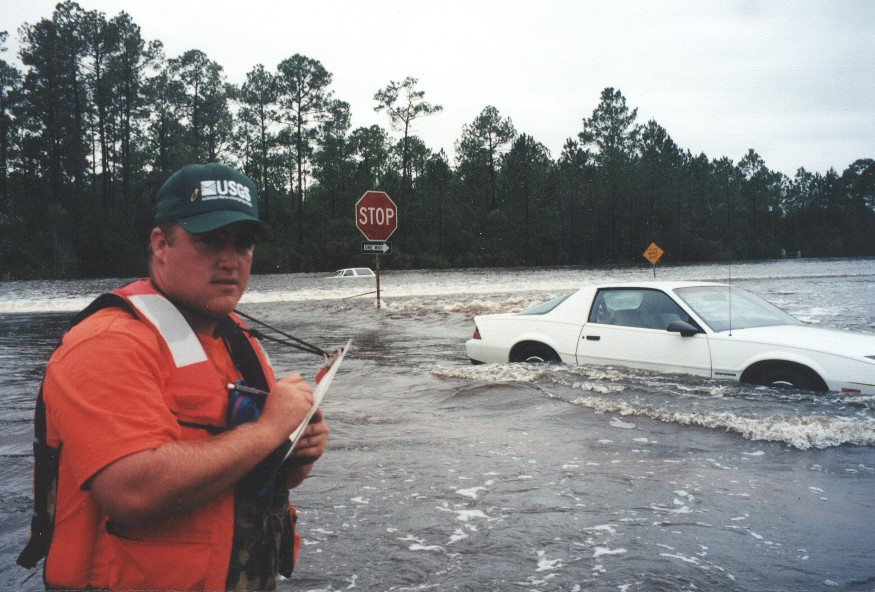
Inundação na interseção da Old Hwy 67 e MS 15 perto de D'Iberville após o transbordamento do rio Tchoutacabouffa

Ao atingir a costa, o furacão Georges trouxe uma onda de tempestade de até 27 m (89 ft) em Biloxi. A erosão da praia ocorreu ao longo da costa, resultando em alguns danos à propriedade das casas de praia. No entanto, em torno de Biloxi, os cassinos costeiros e os estaleiros sofreram poucos danos com a tempestade. Enquanto estagnava na porção sul do estado, produziu chuvas torrenciais, chegando a 16,7 pol (420 mm) em Pascagoula. As fortes chuvas contribuíram para o transbordamento significativo do rio, incluindo o rio Tchoutacabouffa em D'Iberville, que estabeleceu uma crista recorde de 5.8 m (19 ft). Os rios transbordados na parte sul do estado inundaram casas e forçaram a evacuação de mais alguns dias após a passagem do furacão. Ao longo da costa do Mississippi, mais de 1.000 casas foram inundadas. Uma das áreas mais afetadas no interior foi Stone County, onde 54 casas tiveram pequenos danos, 26 sofreu grandes danos, e 5 foram destruídos. Além disso, as linhas de tempestade geraram vários tornados, danificando abrigos de evacuação em Pascagoula e Gautier.
Um local observou ventos com força de furacão, com uma velocidade de vento sustentada de 75 mph (121 km/h) na Base Aérea de Keesler. No condado de Harrison, o vento derrubou linhas de energia, sinais e semáforos, enquanto danificou alguns telhados. O impacto foi semelhante, mas mais severo no condado de Jackson, com danos mais consideráveis aos telhados de alguns edifícios, enquanto algumas casas móveis foram danificadas ou derrubadas. Em todo o estado, os ventos deixaram cerca de 230.000 pessoas sem energia. Depois da tempestade, mais de 6 800 pessoas ficaram em 49 abrigos. Um abrigo no condado de Forrest foi danificado, forçando os cidadãos a ir para outro campo. No geral, o furacão Georges causou cerca de US$ 676,8 milhões em danos, embora nenhuma morte tenha sido relatada.

### Alabama

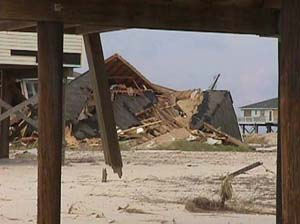
Uma casa destruída pela tempestade

Ao chegar ao continente, as alturas das tempestades ao longo da costa do Alabama foram estimadas em ter variado de 7 to 12 ft (2.1 to 3.7 m), com um pico de 15.8 m (19 ft) em Fort Morgan, junto com 7.6 m (25 ft) ondas em cima dela. Ao longo da costa, chuvas fortes e ondas fortes causaram grandes danos a propriedades. Em Gulf Shores, 251 casas, 16 prédios de apartamentos e 70 as empresas sofreram danos significativos. Na Ilha Dauphin, o furacão danificou 80 casas e deixou cerca de 40 inabitável. Muitas casas à beira-mar no lado oeste da ilha foram empurradas para outras casas ou espalhadas em pedaços pela areia. Algumas estradas foram completamente destruídas. Em Orange Beach, dois condomínios foram fortemente danificados, um por incêndio e outro por ondas fortes. Uma extensa inundação de tempestade também ocorreu ao longo da Baía de Mobile. Com tempestade de 8.0 ft (2.4 m) em Mobile Bay Causeway, várias empresas perto da ponte foram danificadas.
Os ventos sustentados no Alabama chegaram a 54 mph (87 km/h) em Mobile Aeroplex em Brookley, enquanto as rajadas atingiram o pico de 64 mph (103 km/h) em uma estação agrícola em Fairhope. Ventos fortes derrubaram linhas de energia e árvores, deixando 177.000 pessoas sem energia depois da tempestade. Um total de 17 abrigos alojados 4.977 pessoas após a tempestade. Os danos causados pelo vento nos edifícios foram mínimos. A tempestade gerou 20 tornados em todo o Alabama. O tornado mais devastador atingiu a Enterprise, causando graves danos ao acampamento Wiregrass e algumas casas, enquanto muitas residências na cidade ficaram sem eletricidade depois que várias linhas de energia foram derrubadas. Os danos do tornado totalizaram cerca de US $ 1,5 milhão.

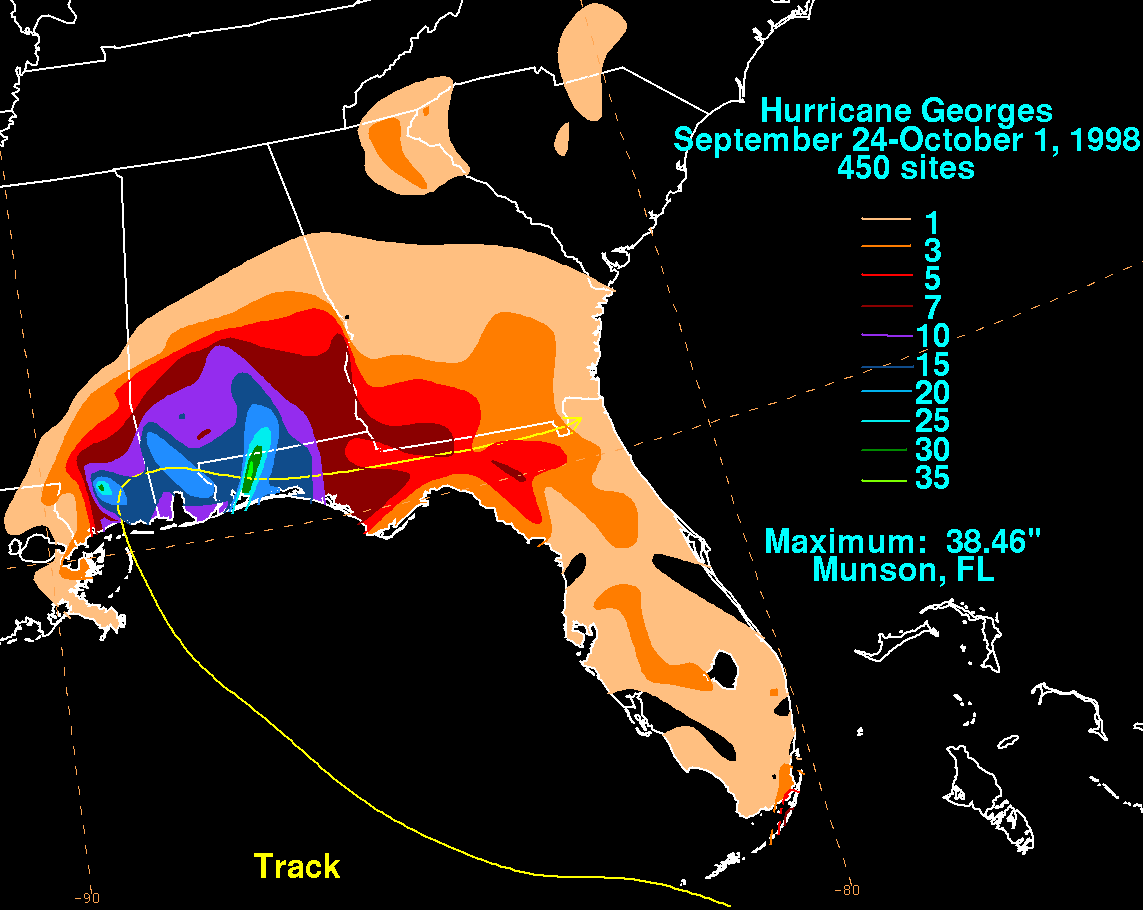
Precipitação total nos Estados Unidos de Georges

Enquanto se movia lentamente pelo estado, caiu chuvas torrenciais, com pico de 29,66 emnbsp;in (75 mm) em Bay Minette. Tempestades externas geraram tornados na porção sudeste do estado, embora os danos causados por eles tenham sido mínimos. Vários rios no sul do Alabama atingiram alturas recorde ou quase recorde em alguns locais, incluindo o rio Conecuh em Brewton, o rio Fish, o rio Perdido e o rio Styx. Muitas casas situadas perto das margens desses rios foram destruídas ou sofreram grandes danos. As enchentes fecharam muitas pontes, rodovias e estradas secundárias nos condados de Baldwin e Escambia, incluindo a Interestadual 10 perto da divisa entre os estados de Alabama e Flórida; US Route 29 e Alabama State Route 113 em Flomaton ; e US 31 em Brewton e Flomaton. No geral, os danos no Alabama chegaram a US $ 125 milhão. A inundação de água doce em Mobile resultou em uma morte, a única morte direta nos Estados Unidos.

#### Georgia
Na Geórgia, os remanescentes de Georges caíram 100 mm (4 in) de chuva em todo o condado de Franklin. No condado de Appling, no entanto, a precipitação de 130–180 mm (5–7 in) fechou várias estradas e deixou $ 10.000 em danos. O condado de Atkinson também relatou danos causados por enchentes de US$ 15.000. Stewart County, recebeu mais de 130 mm (5 in) de chuva que causou extensas inundações que deixaram várias estradas intransitáveis. Os danos da tempestade totalizaram US$ 33.000. Na cidade de Lumpkin, uma nuvem em funil foi relatada, mas não houve danos. Além da inundação, os restos de Georges geraram vários tornados em todo o estado da Geórgia. No condado de Randolph, um tornado F1 arrancou várias árvores e feriu uma pessoa. Os danos do tornado totalizaram $ 500.000.

## Rescaldo
Devido aos extensos danos, o nome Georges foi retirado após esta tempestade e nunca mais será usado para um furacão no Atlântico. Foi substituído por Gaston na temporada de 2004.